# Unruhen gegen die Sklavenbefreiung in New York City (1834)
Die Unruhen gegen die Sklavenbefreiung in New York City waren Unruhen in New York, die sich in vier aufeinanderfolgenden Nächten ab dem 7. Juli 1834 ereigneten.

## Ursachen
Die Unruhen wurden durch ein Zusammenspiel verschiedener Ursachen hervorgebracht. Einer der Gründe war die Bewegung des Nativismus, in welcher protestantische Angehörige der in New York in Gewerbe und Handel bestimmenden Bevölkerungskreise, der Eingeborenen, Befürchtungen vor einer Überfremdung durch mehrheitlich katholische irische Zuwanderer hatten, nachdem die britischen Behörden 1827 deren Auswanderung freigegeben hatten. Ein weiterer Grund war eine wachsende Gegnerschaft gegen die um die Abschaffung der Sklaverei in den Vereinigten Staaten kämpfenden Abolitionisten und die Angst vor der wachsenden Zuwanderung freier Schwarzer in die Stadt.

## Ablauf
Die Gegner der Abolitionisten störten zu Anfang der Unruhen deren Versammlungen. Ferner wurden Büros, Geschäftsräume und Wohnungen von Gegnern der Sklaverei angegriffen und geplündert, so zum Beispiel das Haus von Joshua Leavitt, dem Manager der American Anti-Slavery Society. Weitere Angriffe galten den Kirchen und Häusern von Afroamerikanern.
Die Ausschreitungen, an denen bis zu 4000 Menschen teilnahmen, wurden durch Handzettel beflügelt, auf denen unter anderem Namen und Adressen von Abolitionisten veröffentlicht wurden. Am 11. Juli 1834 rief der Bürgermeister von New York, Cornelius Van Wyck Lawrence, die Armee zu Hilfe, die durch Freiwillige verstärkt wurde. Die Ernsthaftigkeit des Einsatzes wurde durch die Ausgabe von scharfer Munition unterstrichen. Nach diesem Hilfseinsatz zur Unterstützung der Polizei wurde die Stadt wieder ruhig.